# Ріккардо Фреда
Рікка́рдо Фре́да (італ. Riccardo Freda; нар. 24 лютого 1909, Александрія, Єгипет — пом. 20 грудня 1999, Рим, Італія) — італійський кінорежисер, сценарист, продюсер і актор. Відомий роботою над джалло-жахами, також працював у жанрі пригодницьких і поліцейських фільмів, трилерів і вестернів.

## Біографія
Ріккардо Фреда народився 24 лютого 1909 року в Александрії, Єгипет. З дитинства захоплювався кінематографом. У 1935 році Фреда переїжджає в Рим, де починає відвідувати кіностудію Чінечітта, що тільки но відкрилася. 1942 року він знімає свій дебютний фільм «Дон Сезар де Базан», до якого також написав сценарій. Одночасно Фреда продовжує своє навчання в Чінечітта, після закінчення якої створює фільми «Спартак», «Теодора, імператриця Бізанціо» і «Кат з пекла». 1957 року виходить перший його фільм жахів, що дістав назву «Вампіри». Фільм був знятий всього за 12 днів на студії Чінечітта, проте в Італії фільм не мав великої популярності на відміну від Франції, США і Великої Британії. Крім того, у створенні фільму брав участь відомий кінодіяч Маріо Бава, який з'явився в ролі оператора і майстра зі спецефектів.
У 1959 році виходить спільний з Маріо Бава (він же виступив оператором) фільм «Калтікі, безсмертний монстр». У цьому ж році у жанрі пригодницького фільму на екрани вийшов «Хаджі Мурад — білий диявол». В головній ролі знявся Стів Рівз, а сам фільм був насичений дією і різноманітними костюмами. 1961 року був знятий «Мацист у пеклі» — міфологічна інтерпретація з елементами готичного хорора. Сюжетно фільм оповідає про Мацисті, який врятував від спалювання на вогнищі жінку, яку місцеві жителі визнали відьмою. Надалі Мацист повинен вирушити до пекла і відшукати там могутню відьму — предка врятованої жінки, і зняти з її нащадка відьмацьке прокляття. Дія фільму відбувається в Шотландії, в 1600-х роках.
У 1962 році Фреда зняв стрічку «Жахлива таємниця доктора Гічкока» з акторами Барбарою Стіл і Робертом Флемінгом. Фільм піддався цензурі і був сильно урізаний, проте деякі вважають цей фільм однієї з найкращих ранніх робіт Фреда. У основі сюжету фільму була історія про боротьбу лікаря зі своєю пристрастю до статевих зносин з трупами. 1965 року вийшов фільм «Агент Коплан — супершпигун», витриманий у стилістиці шпигунського трилера і оснований на популярних історіях про Джеймсі Бонда. Деякі вважають його одним з найкращих в цьому жанрі.
У 1969 році Фреда звертається до жанру джалло, знявши фільм «Дволикий» з Клаусом Кінскі в головній ролі. Фільм оповідає про любов чоловіка до жінки, яка є лесбійкою. Згодом вона гине в автокатастрофі, але через деякий час чоловік, зважаючи на відкриті нові обставини, сумнівається в її смерті і має намір пізнати усю правду. 1971 року виходить «Ігуана з вогняним язиком» — також джалло. Фільм наповнений атмосферою мороку і вади. 1980 року слідує фільм жахів «Убивче безумство», що вважається одним з найкращих фільмів Фреда.
Згодом Ріккаржо Фреда добровільно припинив займатися кінематографом:
Я щасливий, що пішов з кіно. Чому? Та тому, що я завжди ненавидів акторів. Мені абсолютно начхати, чи дивиться тепер хто-небудь мої фільми чи ні. Єдиний приємний спогад, який у мене залишився, — це інтерв'ю зі мною, надруковане в «Нью-Йорк Таймс». Ціла шпальта інтерв'ю в найвідомішій у світі газеті! Небувала річ!.
Ріккардо Фреда помер 20 грудня 1999 року в Римі у віці 90 років.

## Фільмографія
| Рік  | Назва українською                                     | Оригінальна назва                                                    | Режисер | Сценарист | Продюсер |
| ---- | ----------------------------------------------------- | -------------------------------------------------------------------- | ------- | --------- | -------- |
| 1937 | Облиш надію                                           | Lasciate ogni speranza                                               |         | Так       |          |
| 1938 | Феєрверк                                              | Fuochi d'artificio                                                   |         | Так       |          |
| 1938 | Життєрадісна співачка                                 | L'allegro cantante                                                   |         | Так       |          |
| 1939 | Безликий голос                                        | La voce senza volto                                                  |         | Так       |          |
| 1939 | У полях впала зірка                                   | In campagna è caduta una stella                                      |         | Так       |          |
| 1940 |                                                       | La granduchessa si diverte                                           |         | Так       |          |
| 1940 | Сто любовних листів                                   | Cento lettere d'amore                                                |         | Так       |          |
| 1941 | Проклятий художник                                    | Caravaggio, il pittore maledetto                                     |         | Так       |          |
| 1941 | Авантюристка с верхнього поверху                      | L'avventuriera del piano di sopra                                    |         | Так       |          |
| 1942 | Дон Сезар де Базан                                    | Don Cesare di Bazan                                                  | Так     | Так       | Так      |
| 1945 | Ціле місто співає                                     | Tutta la città canta                                                 | Так     | Так       |          |
| 1945 | Я більше не співаю                                    | Non canto più                                                        | Так     | Так       |          |
| 1945 | Чорна весільна сукня                                  | L'abito nero da sposa                                                |         | Так       |          |
| 1946 | Чорний Орел                                           | Aquila nera                                                          | Так     | Так       |          |
| 1948 | Знедолені                                             | Caccia all'uomo                                                      | Так     | Так       |          |
| 1948 | Шторм над Парижем                                     | Tempesta su Parigi                                                   | Так     | Так       |          |
| 1948 | Таємничий лицар                                       | Il cavaliere misterioso                                              | Так     | Так       |          |
| 1948 | Гуарани                                               | Guarany                                                              | Так     |           |          |
| 1949 | Граф Уголіно                                          | Il conte Ugolino                                                     | Так     |           | Так      |
| 1949 |                                                       | O Caçula do Barulho                                                  | Так     | Так       |          |
| 1950 | Син Д'Артаньяна                                       | Il figlio di d'Artagnan                                              | Так     | Так       |          |
| 1951 | Зрада                                                 | Il tradimento                                                        | Так     | Так       |          |
| 1951 | Помста Чорного Орла                                   | La vendetta di Aquila Nera                                           | Так     | Так       |          |
| 1951 | Побачити Неаполь і померти                            | Vedi Napoli e poi muori                                              | Так     |           |          |
| 1952 | П'явська легенда                                      | La leggenda del Piave                                                | Так     |           |          |
| 1953 | Спартак                                               | Spartaco                                                             | Так     |           |          |
| 1954 | Феодора, імператриця візантійська                     | Teodora, imperatrice di Bisanzio                                     | Так     | Так       |          |
| 1955 | Звідси спадок                                         | Da qui all'eredità                                                   | Так     | Так       |          |
| 1956 | Беатріче Ченчі                                        | Beatrice Cenci                                                       | Так     |           |          |
| 1956 | Вампіри                                               | I Vampiri                                                            | Так     | Так       |          |
| 1957 | Засідка в Танжері                                     | Agguato a Tangeri                                                    | Так     | Так       |          |
| 1959 | Хаджі Мурад — білий диявол                            | Agi Murad il diavolo bianco                                          | Так     |           |          |
| 1959 | Калтікі, безсмертний монстр                           | Caltiki — il mostro immortale                                        | Так     |           |          |
| 1960 | Фессалійський велетень                                | I giganti della Tessaglia                                            | Так     | Так       |          |
| 1961 | Монголи                                               | I mongoli                                                            | Так     |           |          |
| 1961 | Мацист у суді великого хана                           | Maciste alla corte del Gran Khan                                     | Так     |           |          |
| 1961 | Поліцейська облава                                    | Caccia all'uomo                                                      | Так     |           |          |
| 1962 | Подвиги Геракла: Битва в пеклі                        | Maciste all'inferno                                                  | Так     |           |          |
| 1962 | Жахливий секрет доктора Гічкока                       | L'orribile segreto del Dr. Hichcock                                  | Так     |           |          |
| 1962 | Сім шпаг месника                                      | Le sette spade del vendicatore                                       | Так     |           |          |
| 1963 | Золото для Цезарів                                    | Oro per i Cesari                                                     | Так     |           |          |
| 1963 | Примара                                               | Lo spettro                                                           | Так     | Так       |          |
| 1963 | Прекрасний авантюрист                                 | Il magnifico avventuriero                                            | Так     |           |          |
| 1964 | Джульєтта і Ромео                                     | Romeo e Giulietta                                                    | Так     | Так       |          |
| 1964 | Женев'єва Брабантська                                 | Genoveffa di Brabante                                                |         | Так       |          |
| 1965 | Дві сирітки                                           | Les deux orphelines                                                  | Так     | Так       |          |
| 1965 | Агент Коплан — супершпигун                            | Coplan FX 18 casse tout                                              | Так     |           |          |
| 1966 | Роже-Ганьба                                           | Roger la Honte                                                       | Так     |           |          |
| 1967 | Коплан відкриває вогонь у Мексиці                     | Coplan ouvre le feu à Mexico                                         | Так     |           |          |
| 1967 | Смерть не рахує долари                                | La morte non conta i dollari                                         | Так     | Так       |          |
| 1969 | Дволикий                                              | A doppia faccia                                                      | Так     | Так       |          |
| 1970 | Саламандра пустелі                                    | La salamandra del deserto                                            | Так     | Так       |          |
| 1971 | Ігуана з вогняним язиком                              | L'iguana dalla lingua di fuoco                                       | Так     | Так       |          |
| 1972 | Трагічна історія, що сталася на віллі леді Александри | Estratto dagli archivi segreti della polizia di una capitale europea | Так     |           |          |
| 1979 | Надлюдське                                            | Superhuman                                                           | Так     |           |          |
| 1981 | Убивче безумство                                      | Follia omicida                                                       | Так     | Так       |          |